# 南京城

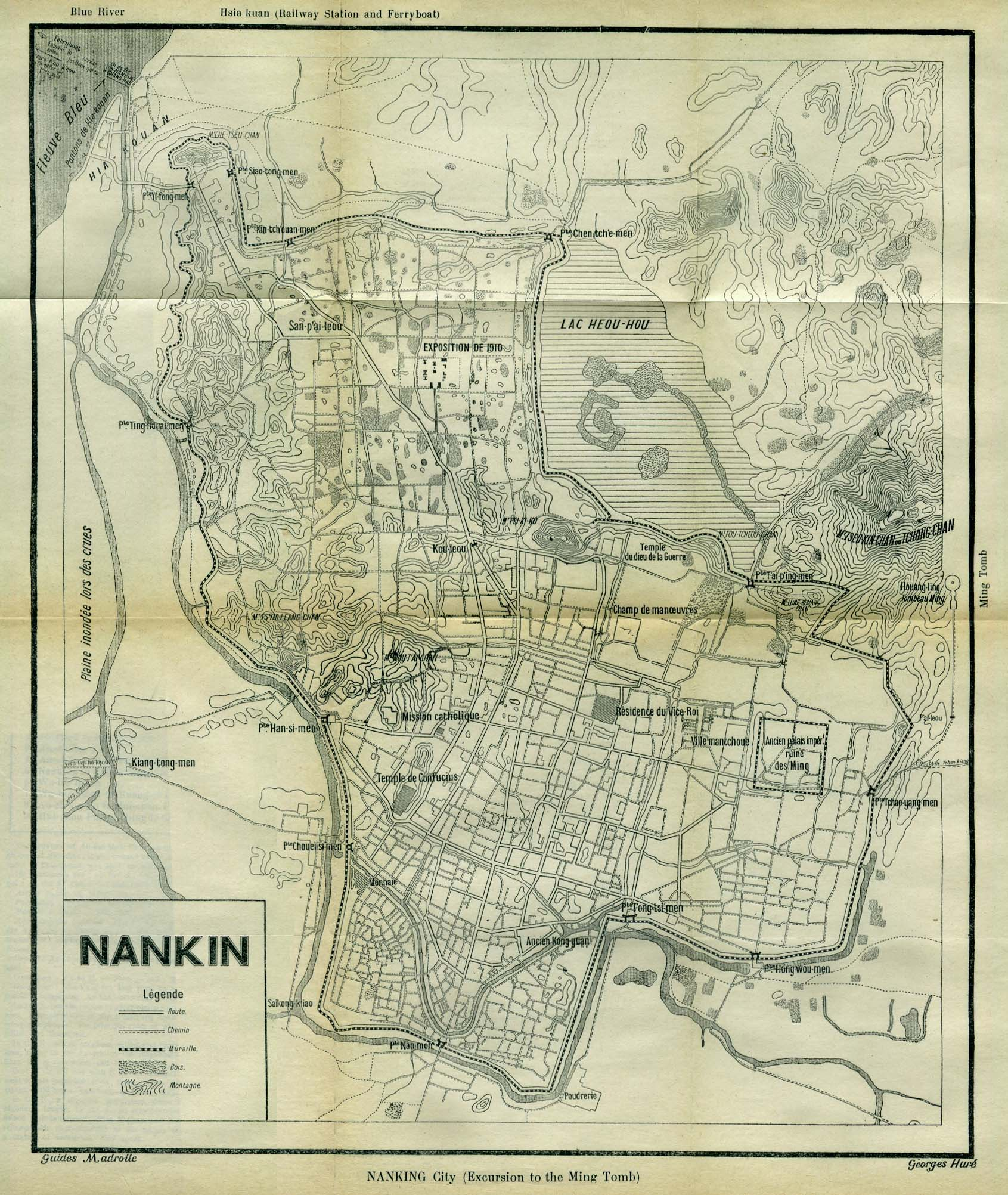
1912年时南京地图，地图标示的南京城区范围仍由明南京城的内城城墙所塑造。

南京城是明代修筑的都城，延续至今即南京市主城区所在，是南京历史上修筑的等级最高的城池之一。
南京有六朝古都之称，明代之前有数个政权定都于此，但至明朝才第一次成为全国性政权的都城。

## 明代
元朝末年，朱元璋建立吴政权，初改集庆路为应天府。原金陵城东的燕雀湖被填平，以建吴王新宫，即明故宫。有说填湖泥土来自城南的三山，故有“移三山，填燕雀”的说法。吳元年（1367年），吴王新宫建成。洪武元年（1368年）八月，建都，曰南京。洪武二年（1369年）九月，在金陵城的基础上建南京城。洪武六年八月，城池建成。与中国城池的传统正方形或矩形平面布局不同，南京城布局为不规则形状。由四重城墙构建出不同的城池区域，由内而外，依次是宫城、皇城、内城和外城。洪武十一年（1378年），曰京师。永乐元年（1403年），仍称南京。后明朝政府迁都北京。南京城遂为留都。而应天府下辖的上元县、江宁县亦为倚郭县。两县依旧沿袭以秦淮河为界，分南京城，同城而治的管辖状态。

## 清代
清朝顺治初年，清军攻占南京，圈占明故宫，以南京城东部置江宁满城。
咸丰三年（1853年），太平军攻克江宁城，定都于此，改名天京，筑天王府。同治三年（1864年），湘军攻克天京，随后开始屠城并焚毁天王府。

## 民国时期
民国十六年（1927年），北伐军攻占南京。其后，设立南京特别市，后成为中华民国首都。1927年后，国民政府颁布首都计划，开启了南京城现代化之路。1928年，南京铺设了第一条柏油马路——中山大道。从1929年至1937年间，在南京进行了大规模的首都建设。但城区并未突破明代南京城墙范围。通济门、尧化门、高桥门等地仍存在大片农田，并以各类土特产知名。